# Taça de Portugal 1965/66
Die Taça de Portugal 1965/66 war die 26. Austragung des portugiesischen Pokalwettbewerbs. Er wurde vom portugiesischen Fußballverband ausgetragen. Das Finale fand am 22. Mai 1966 im Estádio Nacional von Oeiras statt. Pokalsieger wurde Sporting Braga, das sich im Finale gegen Titelverteidiger Vitória Setúbal durchsetzte. Braga qualifizierte sich damit für den Europapokal der Pokalsieger 1966/67.
Die ersten beiden Runden wurden in einem Spiel entschieden. Bei unentschiedenem Ausgang gab es eine Verlängerung. Stand danach kein Sieger fest wurde die Partie wiederholt. Ab dem Achtelfinale wurden die Begegnungen in Hin- und Rückspiel ausgetragen. Auch hier wurde bei Gleichstand ein Entscheidungsspiel ausgetragen. Das Finale wurde in einem Spiel entschieden.

## Teilnehmende Teams
| Primeira Divisão (14) | Segunda Divisão (28) | Distrikte (3)                                                                    |
| --- | --- | -------------------------------------------------------------------------------- |
| - Académica de Coimbra - FC Barreirense - SC Beira-Mar - Belenenses Lissabon - Benfica Lissabon - Sporting Braga - GD da CUF Barreiro - Leixões SC - Lusitano GC Évora - FC Porto - Sporting Lissabon - Varzim SC - Vitória Guimarães - Vitória Setúbal | - Alhandra SC - Almada AC - Atlético CP - CD Beja - Boavista Porto - Casa Pia AC - CD Cova da Piedade - SC Covilhã - SC Espinho - FC Famalicão - Leça FC - SGS Leões Santarém - Luso FC - AC Marinhense - SC Olhanense - UD Oliveirense - Clube Oriental de Lisboa - AD Ovarense - FC Penafiel - GD Peniche - Portimonense SC - SC Salgueiros - AD Sanjoanense - FC Seixal - Sport União Sintrense - SC União Torreense - União Lamas - União de Tomar | - Marítimo Funchal (Madeira) - SC Lusitânia (Azoren) - CS Mindelense (Kap Verde) |

## 1. Runde
Die Spiele fanden am 6., 7. und 21. November 1965 statt.
|                          | Ergebnis  |                       |
| ------------------------ | --------- | --------------------- |
| Benfica Lissabon         | 2:0       | UD Oliveirense        |
| FC Seixal                | 2:1 n. V. | Sport União Sintrense |
| Varzim SC                | 0:1       | FC Porto              |
| AD Sanjoanense           | 3:0       | SGS Leões Santarém    |
| Sporting Braga           | 5:2       | AD Ovarense           |
| SC Espinho               | 0:1       | Portimonense SC       |
| Vitória Guimarães        | 4:1       | SC Salgueiros         |
| União Lamas              | 4:1 n. V. | CD Beja               |
| GD Peniche               | 0:0 n. V. | SC Olhanense          |
| SC Covilhã               | 3:0       | Almada AC             |
| Clube Oriental de Lisboa | 4:2       | Luso FC               |
| Belenenses Lissabon      | 5:2 n. V. | União de Tomar        |
| SC Beira-Mar             | 1:0       | AC Marinhense         |
| Atlético CP              | 6:1       | SC União Torreense    |
| Alhandra SC              | 1:0 n. V. | Lusitano GC Évora     |
| Boavista Porto           | 0:1 n. V. | GD da CUF Barreiro    |
| FC Famalicão             | 0:3       | Vitória Setúbal       |
| Leixões SC               | 4:1       | FC Penafiel           |
| Leça FC                  | 0:1       | Sporting Lissabon     |
| FC Barreirense           | 2:1       | Casa Pia AC           |
| CD Cova da Piedade       | 4:1       | Académica de Coimbra  |

### Wiederholungsspiel
|              | Ergebnis |            |
| ------------ | -------- | ---------- |
| SC Olhanense | 5:0      | GD Peniche |

## 2. Runde
Die Spiele fanden zwischen dem 1. Dezember 1965 und 22. Februar 1966 statt.
Freilos: CD Cova da Piedade
|                          | Ergebnis  |                    |
| ------------------------ | --------- | ------------------ |
| Sporting Braga           | 3:2       | Atlético CP        |
| Alhandra SC              | 1:4       | Benfica Lissabon   |
| União Lamas              | 0:3       | Vitória Setúbal    |
| Vitória Guimarães        | 1:3       | Sporting Lissabon  |
| Portimonense SC          | 1:1 n. V. | FC Seixal          |
| FC Barreirense           | 2:0       | SC Covilhã         |
| SC Beira-Mar             | 1:0       | SC Olhanense       |
| Belenenses Lissabon      | 1:2       | Leixões SC         |
| Clube Oriental de Lisboa | 1:3       | GD da CUF Barreiro |
| AD Sanjoanense           | 0:0 n. V. | FC Porto           |

### Wiederholungsspiele
|           | Ergebnis |                 |
| --------- | -------- | --------------- |
| FC Seixal | 0:3      | Portimonense SC |
| FC Porto  | 4:1      | AD Sanjoanense  |

## Achtelfinale
Die Teams von Kap Verde, Madeira und den Azoren stiegen in dieser Runde ein. Die Hinspiele fanden am 9. und 13. März 1966 statt, die Rückspiele am 20. März 1966.
Freilos: SC Beira-Mar und Vitória Setúbal
|                    | Gesamt |                    | Hinspiel | Rückspiel |
| ------------------ | ------ | ------------------ | -------- | --------- |
| CD Cova da Piedade | 1:3    | FC Porto           | 1:2      | 0:1       |
| SC Lusitânia       | 2:6    | Sporting Braga     | 0:3      | 2:3       |
| CS Mindelense      | 02:11  | Marítimo Funchal   | 2:4      | 0:7       |
| Sporting Lissabon  | 2:1    | GD da CUF Barreiro | 1:0      | 1:1       |
| FC Barreirense     | 2:3    | Leixões SC         | 1:1      | 1:2       |
| Portimonense SC    | 3:7    | Benfica Lissabon   | 2:2      | 1:5       |

## Viertelfinale
Die Hinspiele fanden am 10. April 1966 statt, die Rückspiele am 17. April 1966.
|                   | Gesamt |                  | Hinspiel | Rückspiel |
| ----------------- | ------ | ---------------- | -------- | --------- |
| Sporting Lissabon | 1:1    | FC Porto         | 1:0      | 0:1       |
| Vitória Setúbal   | 6:1    | Marítimo Funchal | 3:0      | 3:1       |
| Sporting Braga    | 5:4    | Benfica Lissabon | 4:1      | 1:3       |
| SC Beira-Mar      | 2:2    | Leixões SC       | 1:1      | 1:1       |

### Entscheidungsspiele
|                   | Ergebnis |            |
| ----------------- | -------- | ---------- |
| Sporting Lissabon | 2:0      | FC Porto   |
| SC Beira-Mar      | 2:2      | Leixões SC |
| SC Beira-Mar      | 2:1      | Leixões SC |

## Halbfinale
Die Hinspiele fanden am 8. Mai 1966 statt, die Rückspiele am 15. Mai 1966.
|                | Gesamt |                   | Hinspiel | Rückspiel |
| -------------- | ------ | ----------------- | -------- | --------- |
| SC Beira-Mar   | 0:6    | Vitória Setúbal   | 0:3      | 0:3       |
| Sporting Braga | 2:2    | Sporting Lissabon | 1:1      | 1:1       |

### Entscheidungsspiel
|                | Ergebnis |                   |
| -------------- | -------- | ----------------- |
| Sporting Braga | 1:0      | Sporting Lissabon |

## Finale
| Paarung         | Sporting Braga – Vitória Setúbal |
| Ergebnis        | 1:0 (0:0) |
| Datum           | 22. Mai 1966 |
| Stadion         | Estádio Nacional, Oeiras |
| Schiedsrichter  | Braga Barros |
| Tore            | 1:0 Miguel Perrichon (77.) |
| Sporting Braga  | Armando Silva – Joaquim Coimbra, Mário dos Santos, José Azevedo – Bino, Juvenal Costa, Carlos Canario , Luciano Marques – Adão Craveiro, Estévão Mansidão, Miguel Perrichon Cheftrainer: Rui Sim-Sim |
| Vitória Setúbal | Félix Mourinho – Carlos Torpes , Joaquim Conceição – Jaime Graça, Armando Bonjour, Carriço, Manuel Leiria, Augusto Martins – José Maria Júnior, Carlos Manuel, Quim Cheftrainer: Fernando Vaz        |